# جاكي جنسن
جاكي جنسن (بالإنجليزية: Jackie Jensen) هو لاعب كرة قاعدة أمريكي، ولد في 9 مارس 1927 في سان فرانسيسكو في الولايات المتحدة، وتوفي في 14 يوليو 1982 في شارلوتسفيل في الولايات المتحدة بسبب نوبة قلبية.

## وصلات خارجية
- جاكي جنسن على موقع دوري كرة القاعدة الرئيسي (الإنجليزية)
- جاكي جنسن على موقعبيزبول رفرنس.كوم (الدوري الرئيسي) (الإنجليزية)
- جاكي جنسن على موقعبيزبول رفرنس.كوم (الدوري الثانوي) (الإنجليزية)
- جاكي جنسن على موقع جمعية أبحاث البيسبول الأمريكية (الإنجليزية)
- جاكي جنسن على موقع إي إس بي إن.كوم (أم.أل.بي) (الإنجليزية)
- جاكي جنسن على موقع مشجعي الرسوم البيانية (الإنجليزية)
- جاكي جنسن على موقع IMDb (الإنجليزية)
- جاكي جنسن على موقع إن إن دي بي (الإنجليزية)